# Teen Days
Teen Days é uma série animada adolescente, criada na Italia por Elena Mora, produzida por Angelo Poggi, e co-produzida pela Cartoon One e Rai Fiction. O foco da série é a música, e as canções cantadas pelos protagonistas são escritas por  Giovanni Cera e Angelo Poggi.  
Os 13 primeiros episódios da série foram exibidos pela Rai 2 a partir de 26 de janeiro de 2010 , na terça-feira e quinta-feira às 07:25, enquanto o restante dos 13 episódios da primeira temporada foram transmitidos a partir de 2 de agosto de 2010, de segunda a sexta-feira às 9.40. Cada episódio dura cerca de 26 minutos.
A série foi indicada a Melhor Série de TV no Kidscreen Award de Nova York. 

## Trama
A série conta a história de seis jovens que compartilham uma paixão pela música. Na cidade, há a Escola Musix, uma escola de música, que, além das matérias escolares comuns, adiciona assuntos relacionados a artes cênicas (dança, canto, música). Os seis jovens, Max, Isabel, Elias, Leo, Sarah e Thomas, querem entrar no mundo da música, em seguida, formar um grupo chamado Teen Days. Entre rivalidade, desafios, amizades, amores e problemas típicos de adolescentes, vão tentar ganhar a One Music, um torneio internacional de música. 

## Home Video
na Itália foi lançado em DVD pela Delta Pictures com os primeiros 16 episódios disponíveis em 2017
| País     | Distribuição   | Lançamento |
| -------- | -------------- | ---------- |
| Itália   | Delta Pictures | 2018       |
| França   | TF1 Video      | 2018       |
| Espanha  | Selecta Vision | 2018       |
| Alemanha | Kazè           | 2018       |